# Philip Childs Keenan
Philip Childs Keenan (Bellevue, Pensilvânia, 31 de março de 1908 – Columbus, Ohio, 20 de abril de 2000) foi um astrônomo estadunidense.
Keenan foi um espectroscopista que colaborou com William Wilson Morgan e Edith Kellman no desenvolvimento do sistema de classificação estelar espectral MKK entre 1939 e 1943. este sistema de classificação bidimensional (temperatura & luminosidade) foi depois revisado por Morgan e Keenan em 1973. O sistema MK permanece o sistema de classificação espectral estelar padrão usado na atualidade pelos astrônomos.
Durante sua longa colaboração, Keenan tendia a concentrar sua pesquisa em estrelas mais frias que o Sol, enquanto Morgan enfatizava as estrelas mais quentes. Keenan teve uma carreira longa e produtiva, publicando seu último artigo científico em 1999, setenta anos depois de seu primeiro artigo.

## Honrarias
Epônimos
- Asteroide 10030 Philkeenan